# Скидмор, Оуингс и Мерил
Скидмор, Оуингс и Мерил (на английски: Skidmore, Owings and Merrill или SOM) e голямо американско ателие за архитектура, строително инженерство и градоустройство, с офиси в Чикаго, Ню Йорк, Сан Франциско, Вашингтон и Лондон. Сформирано е през 1936 г. от Луис Скидмор и Натаниал Оуингс, Джон Мерил се е присъединил през 1939 г.

## Важни проекти
- Левър Хаус - Ню Йорк - 1952 г.
- Библиотека за редки и ценни книги към Йейлския университет - Йейлският университет - 1963 г.
- Джон Ханкок Център - Чикаго - 1969 г.
- Сиърс Тауър - Чикаго - 1974 г.
- Корпоративен център на АТ&Т - Чикаго - 1989 г.
- Дзин Мао - Шанхай - 1998 г.
- Международно летище Сан Франциско Международен Терминал - Сан Франциско - 2001 г.
- Тайм Уорнър Център - Ню Йорк - 2003 г.
- Бурж Халифа - Дубай - 2009 г.
- Инфинити тауър - Дубай - 2010 г.